# 심앤트
《심앤트》(SimAnt)는 1991년에 출시되었으며, 개미에 초점이 맞춰진 맥시스의 생활 시물레이션 비디오 게임이다. 심시티 및 심즈의 디자이너인 윌 라이트가 디자인하였다.

## 설명
이 게임은 근본적으로 개미 세상에 대한 시물레이션이다. 이 게임에는 세 가지 모드가 있다. 빠른 게임, 전체 게임, 그리고 실험 게임 모드이다. 이 게임은 IBM PC, Amiga, 애플 매킨토시, SNES(슈퍼 닌텐도 엔터테인먼트 시스템)의 4가지 기기에서 발매되었다. 닌텐도 버전은 8개의 시나리오가 추가되었다. 최종 목표는 다양한 위치에 존재하는 적인 붉은개미를 제거하는 것인데 이때 다양한 위험이 존재한다.
심앤트에서는 사용자들이 도시 외곽에 있는 어느 집 뒷마당에 만들어진 개미 사회에서의 개미 역할을 한다. 개미 사회는 적인 붉은개미와 싸워야만 한다. 최종 목표는 개미들이 정원 전체를 차지하여 집 속에 침투하고 붉은개미와 인간들을 몰아내는 것이다. 이 결말을 통해 심앤트는 다른 심 시리즈처럼 개방적이고 승리가 없는 게임이 아니라는 것을 알 수 있다.
빠른 게임 모드에서는 사용자가 정원의 일부에 위에서 내려다보는 화면상의 개미 사회를 설립한다. 컴퓨터는 같은 크기의 붉은개미 사회를 자동으로 설립한다. 지하 개미 사회는 측면 시점에서 묘사된다. 사용자는 각각의 개미들을 통제할 수 있다. 이때 개미들은 노랗게 나타난다.
사용자의 노란 개미들은 조약돌이나 식량을 주울 수 있다.
실험 게임 모드는 빠른 게임 모드와 비슷하나 사용자가 붉은개미와 거미도 조작할 수 있고 실험 도구들을 사용할 수 있다는 것이다. 이 도구들은 사용자들이 페로몬 길, 미로 벽, 돌, 개미들, 살충제, 그리고 식량을 놓을 수 있게 한다.
박스에 포장된 게임은 설명서가 따라오는데, 게임 기술 뿐만이 아닌 개미와 개미 사회에 대한 정보들도 많이 들어 있다고 한다.

## 생명체들
심앤트에는 생명체들이 많이 있는데 거미들, 애벌레들, 쥐며느리들, 개미귀신들, 새들, 바퀴벌레들, 파리들도 있다.

## 같이 보기
- 개미 사육
- 개미사육장

## 참고 자료
이 게임은 고전적인 심 시리즈의 하나로, 윌 라이트는 E. O. Wilson의 개미 사회에 대한 연구에서 영감을 받았다고 밝혔다. 또 그는 심앤트에서 심즈의 영감을 받았다고 한다.

## 실적
미 소프트웨어출판연맹의 통계에 따르면 1992년 4월 10일을 기준으로 100,000 박스 이상의 PC 버전이 팔렸다. 또 심앤트는 1992년에 드래곤 178호의 "The Role of Computers" 문단에서 Lesser, Hartley, Patricia, and Kirk Lesser에 의해 평가되었는데 그들은 5점 만점에 5점을 주었다.